# Mistrzostwa Azji w Judo 2011
Mistrzostwa Azji rozegrano w Abu Zabi w dniach 5-6 kwietnia 2011 roku.

## Tabela medalowa
| Poz.  | Państwo          |    |    |    | Łącznie |
| ----- | ---------------- | -- | -- | -- | ------- |
| 1.    | Korea Południowa | 6  | 6  | 3  | 15      |
| 2.    | Japonia          | 6  | 4  | 4  | 14      |
| 3.    | Uzbekistan       | 2  | 0  | 4  | 6       |
| 4.    | Mongolia         | 1  | 4  | 4  | 9       |
| 5.    | Chiny            | 1  | 1  | 5  | 7       |
| 6.    | Kazachstan       | 0  | 1  | 5  | 6       |
| 7.    | Korea Północna   | 0  | 0  | 3  | 3       |
| 8.    | Iran             | 0  | 0  | 2  | 2       |
| 9.    | Chińskie Tajpej  | 0  | 0  | 1  | 1       |
| .     | Wietnam          | 0  | 0  | 1  | 1       |
| Razem | Razem            | 16 | 16 | 32 | 64      |

## Mężczyźni
| Waga      | Złoto:            | Srebro:                    | Brąz:               | Brąz:                   |
| 60 kg     | Choi Gwang-hyeon  | Dawaadordżijn Tömörchüleg  | Jerkiebułan Kosajew | Gabit Esimbetov         |
| 66 kg     | Junpei Morishita  | Chaszbaataryn Cagaanbaatar | Cho Jun-ho          | Mirzokhid Farmonov      |
| 73 kg     | Wang Ki-chun      | Riki Nakaya                | Kim Chol-su         | Ali Malumat             |
| 81 kg     | Kim Jae-bum       | Isłam Bozbajew             | Amir Ghaseminejad   | Si Rijigawa             |
| 90 kg     | Lee Kyu-won       | Daiki Nishiyama            | Timur Bołat         | Dilshod Choriyev        |
| 100 kg    | Ramziddin Sayidov | Hwang Hee-tae              | Daisuke Kobayashi   | Najdangijn Tüwszinbajar |
| +100 kg   | Abdullo Tangriyev | Kim Sung-min               | Jerżan Szynkiejew   | Ryuta Ishii             |
| Drużynowo | Korea Południowa  | Japonia                    | Uzbekistan          | Kazachstan              |

## Kobiety
| Waga      | Złoto:                   | Srebro:               | Brąz:                      | Brąz:                       |
| 48 kg     | Hiromi Endō              | Xie Shishi            | Hwang Ryu-ok               | Văn Ngọc Tú                 |
| 52 kg     | Yuka Nishida             | Mönchbaataryn Bundmaa | Jo Song-hui                | Kim Kyung-ok                |
| 57 kg     | Aiko Satō                | Kim Jan-di            | Lien Chen-ling             | Lu Tongjuan                 |
| 63 kg     | Xu Lili                  | Joung Da-woon         | Cedewsürengijn Mönchdzajaa | Yoshie Ueno                 |
| 70 kg     | Hwang Ye-sul             | Haruka Tachimoto      | Chen Fei                   | Cend-Ajuuszijn Narandżargal |
| 78 kg     | Pürewdżargalyn Lchamdegd | Jeong Gyeong-mi       | Chihiro Takahashi          | Zhang Meiling               |
| +78 kg    | Megumi Tachimoto         | Kim Na-young          | Gülżan Isanowa             | Dordżgotowyn Cerenchand     |
| Drużynowo | Japonia                  | Mongolia              | Chiny                      | Korea Południowa            |